# All Yesterdays
Az All Yesterdays: Unique and Speculative Views of Dinosaurs and Other Prehistoric Animals (nyers magyar fordításban „Minden tegnap: Különleges és spekulatív nézetek a dinoszauruszokról és más ősállatokról”) egy 2012-es, paleontológiával foglalkozó könyv, amely az Irregular Books kiadásában jelent meg. A könyvet a népszerű Tetrapod Zoology blog vezetője, Darren Naish brit paleontológus írta, az illusztrációkat pedig a szintén brit származású John Conway, valamint a török CM Kosemen (Internetes felhasználónevén „Nemo Ramjet”) paleoművészek készítették. Eredetileg e-könyvnek szánták, de nyomtatott formában is megjelent.
2013-ban kiadták a könyv folytatását All Your Yesterdays: Extraordinary Visions of Extinct Life by a New Generation of Palaeoartists címmel. Ez a kiadvány egy közösségi projekt része, amelyhez számos szabadúszó vagy kezdő művész járult hozzá, és ingyenesen hozzáférhető. Mindkét mű egyelőre csak angol nyelven elérhető.

## Tartalom

### Első rész,All Yesterdays
A könyv első szakasza egy esszé, amely a Dinoszaurusz reneszánsz által népszerűsített, akkoriban radikálisnak és modernnek tartott, de mára elavulttá vált őslényképet kritizálja. A fő téma a paleoművészet, vagyis a dinoszauruszok és más őslények művészi úton történő tudományos rekonstruálásának jelenlegi helyzete. Az író és az illusztrátorok szerint az, hogy a mai tudósok és átlagemberek miként tekintenek az őslényekre, azok kinézetére és viselkedésére, túl sok előítéleten alapul. Ezen előítéletek elsősorban a popkultúra (különösen a Jurassic Park és más, népszerű médiafranchise-ok) és a vezető paleoművészek rekonstrukcióinak hatásaira vezethetők vissza.
Az író kiemeli Gregory S. Paul őslénykutatót, aki a 70-es és 80-as években a Dinoszaurusz reneszánsz egyik meghatározó alakja volt, és szinte saját kezűleg formálta át a dinoszauruszokról a köztudatban élő képet. Legtöbben egész a mai napig a „Paul-féle” módon gondolunk dinoszauruszokra, de Darren Naish és kollégái Paul stílusára csak a „zsugorfóliázott” („shrink-wrapped”) gúnynévvel utalnak – mivel rekonstrukcióin az állatok csontjai kitüremkednek és a koponyájuk nyílásai is láthatók. Mivel azonban a mai állatokon ilyet normális esetben nem tapasztalunk, az író szerint fel kell hagyni ezzel a rekonstrukciós módszerrel.
A mai állatokon számtalan olyan testi bélyeg fedezhető fel, amikre fosszíliákból nem következtethetnénk, ezért elképzelhető, hogy számos őslény is rendelkezett hasonlókkal. A könyvben szereplő Parasaurolophus például vaskos és kövér, a Leaellynasaura vastag zsír- és tollréteggel védekezik a hideg ellen, egy Plesiosauria faj pedig korallszerű bőrképletekkel rejtőzködik.
A könyv másik mondanivalója, hogy az őslények is csak állatok voltak, ezért a közhiedelemmel ellentétben nem állandó harcból állt az életük. A könyvben békésen alvó Tyrannosaurus vagy az egymás társaságát tűrő Allosaurus és Camptosaurus képei ezért furcsának hathatnak, pedig ezek éppoly életszerűek, mint a harcoló őslényeket ábrázoló képek. A borítókép fára mászó Protoceratopsokat ábrázol – a fosszíliáikból nem tudjuk, hogy képesek voltak-e ilyesmire, ugyanakkor kecskék is másznak fára, noha anatómiai adottságaikból ez róluk sem derülne ki. A könyv egyik leghíresebb képén pedig egy feltüzelt Stegosaurus próbál egy Sauropoda dinoszaurusszal párosodni.

### Második rész,All Todays
A könyv másik szakasza egy gúnyos hangnemben íródott eszmefuttatás arról, hogy a jövőbeli őslénykutatók miképp rekonstruálnák a mai állatokat, hogyha csak a csontjaikat ismernék. Az írók itt a mai paleoművészet és az őslényekkel foglalkozó populáris média (szerintük) tarthatatlan nézeteit parodizálják. A házi macska a Jurassic Park filmekből ismert, tudományos szempontból szélsőségesen pontatlan raptorok mintájára itt pikkelyes, rúgós kés-szerű karmokkal felfegyverzett emberevőként jelenik meg, míg a tehén kecses, fürge lényként van leírva. A „zsugorfóliázott” bálna pedig semmilyen ismert lényre nem hasonlít. Mindezek azt szemléltetik, hogy őslények rekonstruálásakor nem elég csak a csontozatukat vizsgálni, továbbá hogy az előítéletek és a nagy befolyású tudósok, művészek és alkotásaik akár rossz hatással is lehetnek a paleontológia tudományának fejlődésére.
A könyv írói nem állítják, hogy az őslényekről való merész elképzeléseik a valóságot reprezentálnák. Céljuk inkább, hogy gondolkodásra sarkallják az olvasót, valamint felhívják a figyelmünk arra, hogy az őslényekről alkotott képünk átalakításra szorul.

## All Your Yesterdays
2013-ban a könyv készítői pályázatot hirdettek, hogy olvasóik készítsenek az övékéhez hasonló merész, spekulatív, de tudományosan megalapozott illusztrációkat. A válogatott műveket egy új kötetbe foglalták, melyet PDF formátumban ingyenesen hozzáférhetővé tettek. A magyarázószövegeket a képek és a hozzájuk kapott leírások alapján az eredeti szerzők állították össze. A kiadvány kitér az olyan jelenségekre, mint a mimikri extrém formái, a kettős torzok, értrend-kiegészítésből növényt evő húsevők vagy húst evő növényevők, vagy a homoszexualitás az állatvilágban.

## Fogadtatás, jelentőség
A kiadványt az online paleontológiai közösség pozitívan fogadta. Brian Switek, egy szabadúszó tudományos szerző, fontos inspirációforrásként tekintett rá a jövő paleoművészei számára. Mike Taylor őslénykutató az elmúlt negyven év legszebb és legjelentősebb paleoművészeti kiadványának titulálta. Több olvasó a paleoművészet egy leendő, modern irányzatának egyik alapkövét látta benne. Annalee Newitz, a tudomány és technika hatásaival foglalkozó újságíró, 2012 legjobb tudományos-fantasztikus kiadványai közé sorolta.
A könyv célcsoportján belüli népszerűségének okán több folytatásban is részesült. Az All Your Yesterdays egy internetes összefogás keretében készült, és számos, az alapkönyv által megihletett művész képeit tartalmazza. A második folytatás, mely a Cryptozoologicon címet viseli, a spekulatív biológia keretein belül a kriptozoológiával foglalkozik, és csak lazán kapcsolódik az eredeti alaptémához.

## Külső hivatkozások
- Tetrapod Zoology Archiválva 2011. október 7-i dátummal a Wayback Machine-ben, Darren Naish blogja
- John Conway illusztrátor weboldala
- CM Kosemen DeviantART profilja